# Thalheim (Mittweida)
Thalheim ein Ortsteil der Großen Kreisstadt Mittweida im sächsischen Landkreis Mittelsachsen. Er wurde 1926 aus Ober-Thalheim und Nieder-Thalheim gebildet. Thalheim wurde am 1. Januar 1974 nach Frankenau eingemeindet und kam mit dessen Eingemeindung am 1. Januar 1996 zur Stadt Mittweida.

## Geografie
Thalheim liegt im Mittelsächsischen Hügelland. Durch den Ort fließt der Erlbach, der beim Seelitzer Ortsteil Biesern in die Zwickauer Mulde mündet.

### Nachbarorte
| Zetteritz | Neugepülzig, Naundorf                       |            |
| Winkeln   | Kompassrose, die auf Nachbargemeinden zeigt | Frankenau  |
|           | Topfseifersdorf                             | Königshain |

## Geschichte

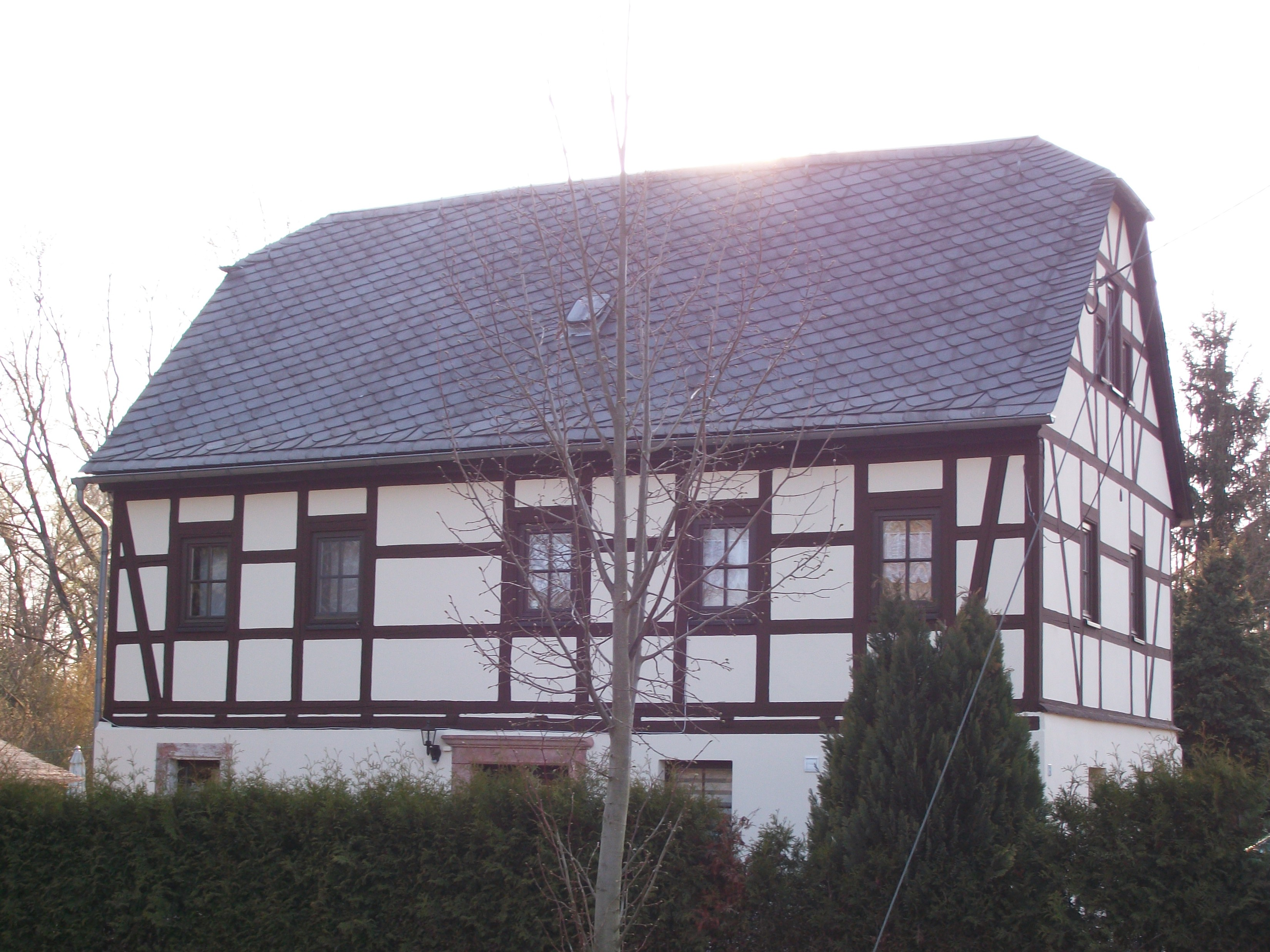
Fachwerkhaus in Thalheim

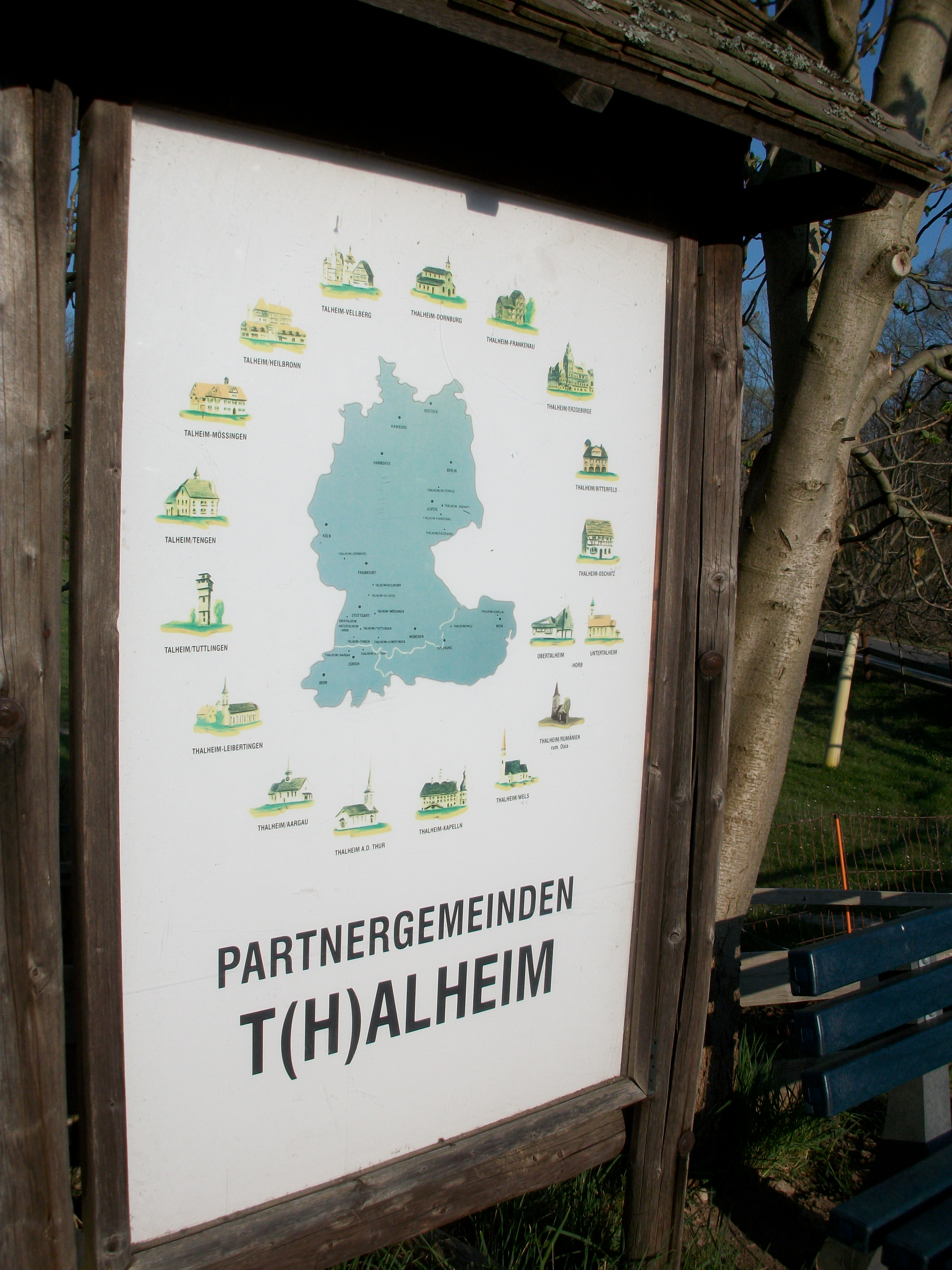
Thalheim (Mittweida), Infotafel Partnergemeinden T(h)alheim

Um 1349/1350 wurde das Waldhufendorf Thalheim das erste Mal urkundlich als „Talheim“ erwähnt. 1445/47 unterscheidet man ein „Neder Talheim“ und ein „Obir Talheim“. Die Entwicklung der Dörfer war eng an die Landwirtschaft gebunden. In den beiden Orten gab es Bauernwirtschaften, drei Mühlen, eine Schmiede, einen Sattler, zwei Gasthöfe und eine Gaststätte.
Bis in die Mitte des 19. Jahrhunderts gehörten beide Orte zu verschiedenen Grundherrschaften. Während Nieder-Thalheim um 1548 dem Rat zu Rochlitz und um 1764 dem Rittergut Zetteritz angehörte, unterstand Ober-Thalheim wie das benachbarte Frankenau dem Rittergut Neusorge. Aufgrund dieser unterschiedlichen Grundherrschaft ergab sich auch eine unterschiedliche Verwaltungszugehörigkeit. Um 1548 gehörten beide Orte noch zum kursächsischen Amt Rochlitz. Nachdem die Herrschaft Neusorge im Jahr 1610 dem Amt Augustusburg angegliedert wurde, gehörten Ober-Thalheim und Frankenau als Exklaven zu diesem. 1836 kamen sie zum Amt Frankenberg-Sachsenburg. Nieder-Thalheim verblieb hingegen bis in die Mitte des 19. Jahrhunderts beim Amt Rochlitz.
Bei den im 19. Jahrhundert im Königreich Sachsen durchgeführten Verwaltungsreformen wurden die Ämter aufgelöst. Nieder- und Ober-Thalheim kamen 1856 unter die Verwaltung des Gerichtsamts Mittweida. 1875 wurden die beiden Orte der Verwaltung der Amtshauptmannschaft Rochlitz unterstellt. Am 1. Oktober 1926 vereinigten sich die Orte Ober- und Niederthalheim zur Gemeinde Thalheim. Durch die zweite Kreisreform in der DDR kam die Gemeinde Thalheim im Jahr 1952 zum Kreis Rochlitz im Bezirk Chemnitz (1953 in Bezirk Karl-Marx-Stadt umbenannt).
Am 1. Januar 1974 erfolgte die Eingemeindung nach  Frankenau. Im Jahr 1990 kam Thalheim als Ortsteil der Gemeinde Frankenau zum sächsischen Landkreis Rochlitz, der 1994 im Landkreis Mittweida aufging. Durch die Eingemeindung Frankenaus in die Stadt Mittweida ist Thalheim seit dem 1. Januar 1996 ein Ortsteil von Mittweida. Der Ort besitzt seitdem mit Frankenau einen eigenen Ortschaftsrat. Seit 2008 gehört die Stadt Mittweida mit ihren Ortsteilen zum neu gebildeten Landkreis Mittelsachsen.

### Entwicklung der Einwohnerzahl
| Jahr    | Einwohnerzahl                                               |
| ------- | ----------------------------------------------------------- |
| 1548/52 | 7 besessene Mann, 4 Inwohner, 3 1/2 Hufen (Nieder-Thalheim) |
| 1548/51 | 11 besessene Mann, 20 Inwohner, 8 1/2 Hufen (Ober-Thalheim) |
| 1764    | 7 besessene Mann, 8 Häusler, 3 1/2 Hufen (Nieder-Thalheim)  |
| 1764    | 11 besessene Mann, 10 Häusler, 7 1/4 Hufen (Ober-Thalheim)  |

| Jahr | Einwohnerzahl                             |
| ---- | ----------------------------------------- |
| 1834 | 85 (Nieder-Thalheim), 179 (Ober-Thalheim) |
| 1871 | 86 (Nieder-Thalheim), 180 (Ober-Thalheim) |
| 1890 | 93 (Nieder-Thalheim), 186 (Ober-Thalheim) |
| 1910 | 82 (Nieder-Thalheim), 168 (Ober-Thalheim) |
| 1925 | 79 (Nieder-Thalheim), 177 (Ober-Thalheim) |

| Jahr | Einwohnerzahl  |
| ---- | -------------- |
| 1939 | 246 (Thalheim) |
| 1946 | 332            |
| 1950 | 301            |
| 1964 | 240            |
| 2020 | 151            |

## Politik
Der Ortschaftsrat Frankenau-Thalheim wurde zuletzt 2019 gewählt und besteht aus sechs Mitgliedern.

## Religion
Aufgrund der jahrhundertelangen unterschiedlichen Herrschaftszugehörigkeit gehören Ober- und Nieder-Thalheim auch zu unterschiedlichen Kirchgemeinden. Während Nieder-Thalheim zur Kirchgemeinde Topfseifersdorf gehört, ist Ober-Thalheim nach Frankenau gepfarrt. Beide Kirchgemeinden haben sich mit der Kirchgemeinde Seelitz zur Kirchgemeinde Seelitzer Land vereinigt.

## Sehenswürdigkeiten
Im Ort befinden sich mehrere Drei- und Vierseitenhöfe mit erhaltenem Fachwerk.

## Persönlichkeiten
- Johann IX. von Haugwitz (1524–1595), Bischof von Meißen